# Teatro monumento Gabriele D'Annunzio
Il Teatro monumento Gabriele D'Annunzio è un teatro all'aperto di Pescara. Costruito nel 1963 in occasione del centenario della nascita del poeta, si trova all'interno della Pineta Dannunziana e dispone di 3 000 posti a sedere all'aperto e di un auditorium al chiuso da 500 posti intitolato a Ennio Flaiano.

## Caratteristiche
Il nome di monumento è legato alla presenza di un adiacente obelisco in cemento armato, alto 67 metri opera dello scultore pescarese Vicentino Michetti. Sulla stele sono presenti dei bassorilievi ispirati alla vita ed alle opere di Gabriele D'Annunzio.
Il teatro ospita la cerimonia di premiazione del Premio Flaiano e la rassegna Pescara Jazz.

## Concerti
In aggiunta alle varie edizioni del Pescara Jazz, nel teatro si sono tenuti concerti di numerosi artisti, tra i quali Joan Baez nel 2000, Bob Dylan nel 2001, Antonello Venditti nel 2001, Burt Bacharach nel 2004 e nel 2015, Tracy Chapman nel 2006, Ludovico Einaudi nel 2008 e nel 2012, i Simply Red nel 2009, Lou Reed nel 2011, Paolo Nutini nel 2012, Kerry Ellis e Brian May nel 2013, Steve Hackett nel 2014, Loredana Bertè nel 2014, Francesco De Gregori nel 2015, Dean Brown, Bill Evans, Dennis Chambers e Darryl Jones nel 2016, Terence Blanchard nel 2016, Jack DeJohnette nel 2016, Arturo Sandoval nel 2016, Carla Bley, Steve Swallow e Andy Sheppard nel 2016, Branford Marsalis nel 2016, i Counting Crows nel 2016, Massimo Ranieri nel 2016, Vinicio Capossela nel 2016 e nel 2021, Gianluca Grignani nel 2016, Ian Anderson nel 2017, i The Manhattan Transfer nel 2017, LP nel 2017, Glenn Hughes nel 2018, i Negrita nel 2018, Fabrizio Moro nel 2018, i Simple Minds nel 2022 e Venerus nel 2022.